# Арро (Верхние Пиренеи)
Арро́ (фр. Arreau, окс. Àrreu) — коммуна во Франции, находится в регионе Юг — Пиренеи. Департамент — Верхние Пиренеи. Административный центр кантона Арро. Округ коммуны — Баньер-де-Бигор.
Код INSEE коммуны — 65031.

## География

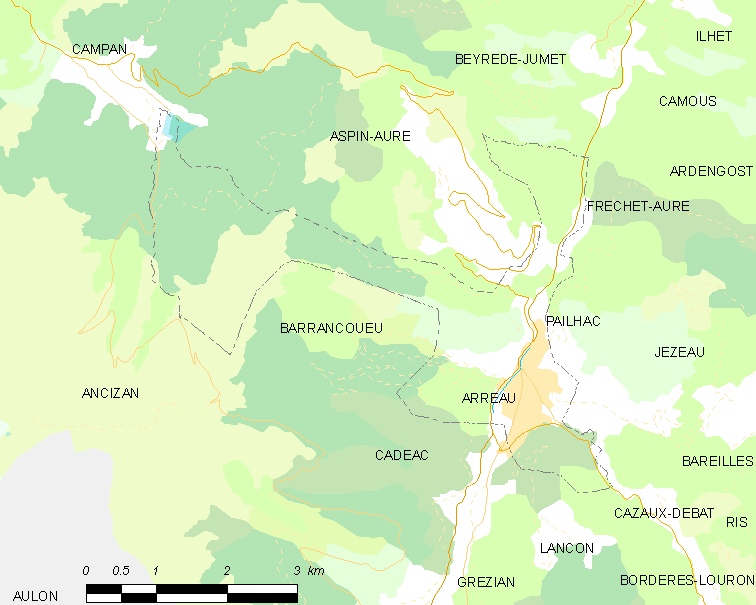
Карта коммуны

Коммуна расположена приблизительно в 680 км к югу от Парижа, в 120 км юго-западнее Тулузы, в 45 км к юго-востоку от Тарба.
По территории коммуны протекают реки Нест и Нест-дю-Лурон.

## Климат
Климат умеренно-океанический с солнечной тёплой погодой и обильными осадками на протяжении практически всего года.

## Население
Население коммуны на 2010 год составляло 797 человек.
| 1962 | 1968 | 1975 | 1982 | 1990 | 1999 | 2010 |
| ---- | ---- | ---- | ---- | ---- | ---- | ---- |
| 876  | 936  | 913  | 816  | 853  | 827  | 797  |

## Администрация
| Период | Период | Фамилия        | Партия | Примечания |
| ------ | ------ | -------------- | ------ | ---------- |
| 1971   | 1977   | Экзюпер Вердье |        |            |
| 1977   | 1995   | Бенито Бюэта   |        |            |
| 1995   | 2014   | Ги Видайе      |        |            |
| 2014   | 2020   | Филипп Каррер  |        |            |

## Экономика
В 2010 году среди 485 человек трудоспособного возраста (15-64 лет) 401 были экономически активными, 84 — неактивными (показатель активности — 82,7 %, в 1999 году было 77,6 %). Из 401 активных жителей работали 364 человека (202 мужчины и 162 женщины), безработных было 37 (18 мужчин и 19 женщин). Среди 84 неактивных 16 человек были учениками или студентами, 38 — пенсионерами, 30 были неактивными по другим причинам.

## Достопримечательности
- Церковь Нотр-Дам (XII век). Исторический памятник с 1989 года[4]
- Церковь Св. Экзуперия (XV век). Исторический памятник с 1952 года[5]
- Замок Камон, или замок Нест (XVII век). Исторический памятник с 1981 года[6]
- Замок Сегюр (XIV век)
- Усадьба Сент-Экзюпер (XVI век). Исторический памятник с 1928 года[7]
- Усадьба Ли (XVI век). Исторический памятник с 1912 года[8]

## Города-побратимы
- Аинса-Собрарбе (Испания)

## Фотогалерея

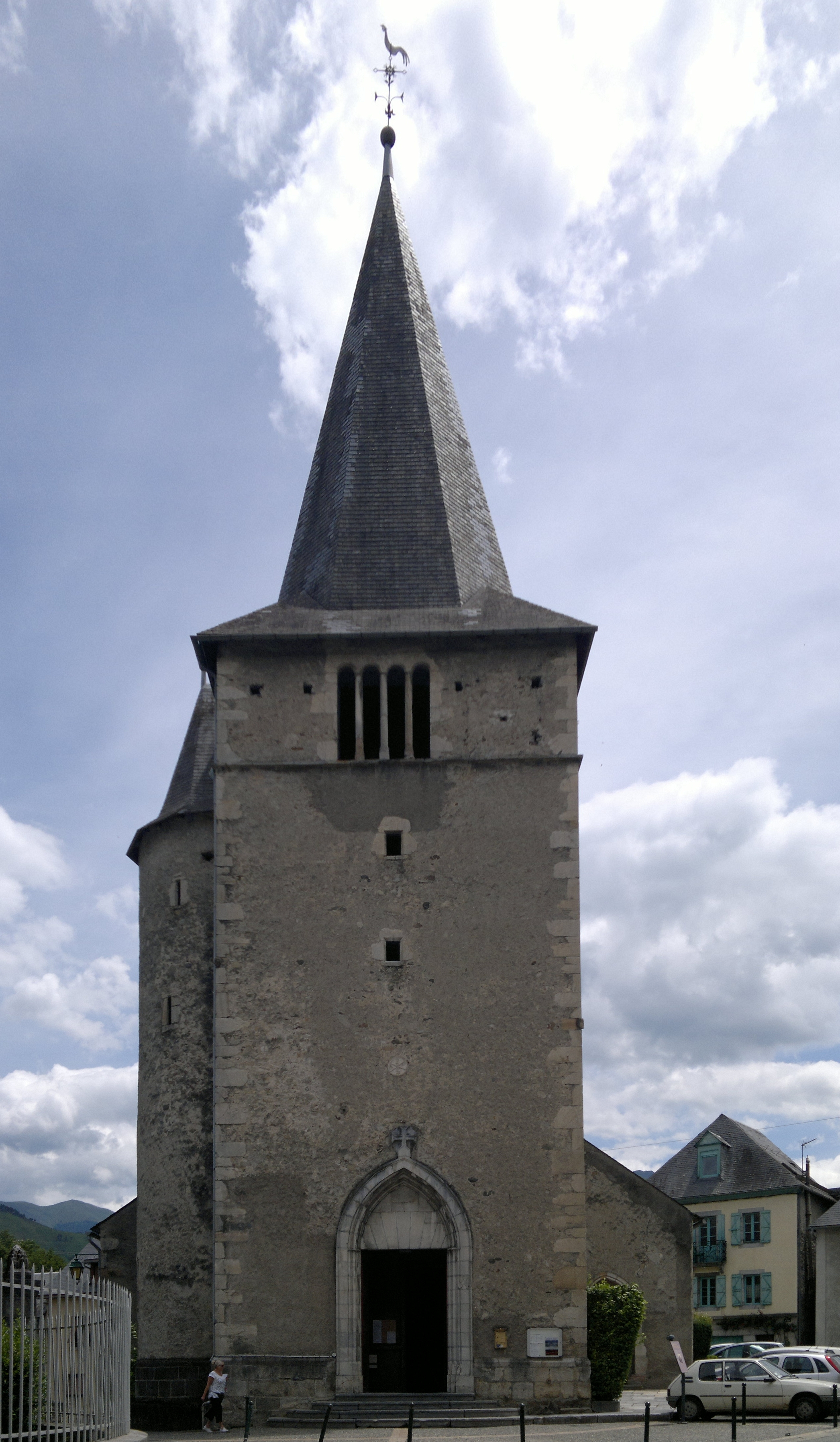
Церковь Нотр-Дам
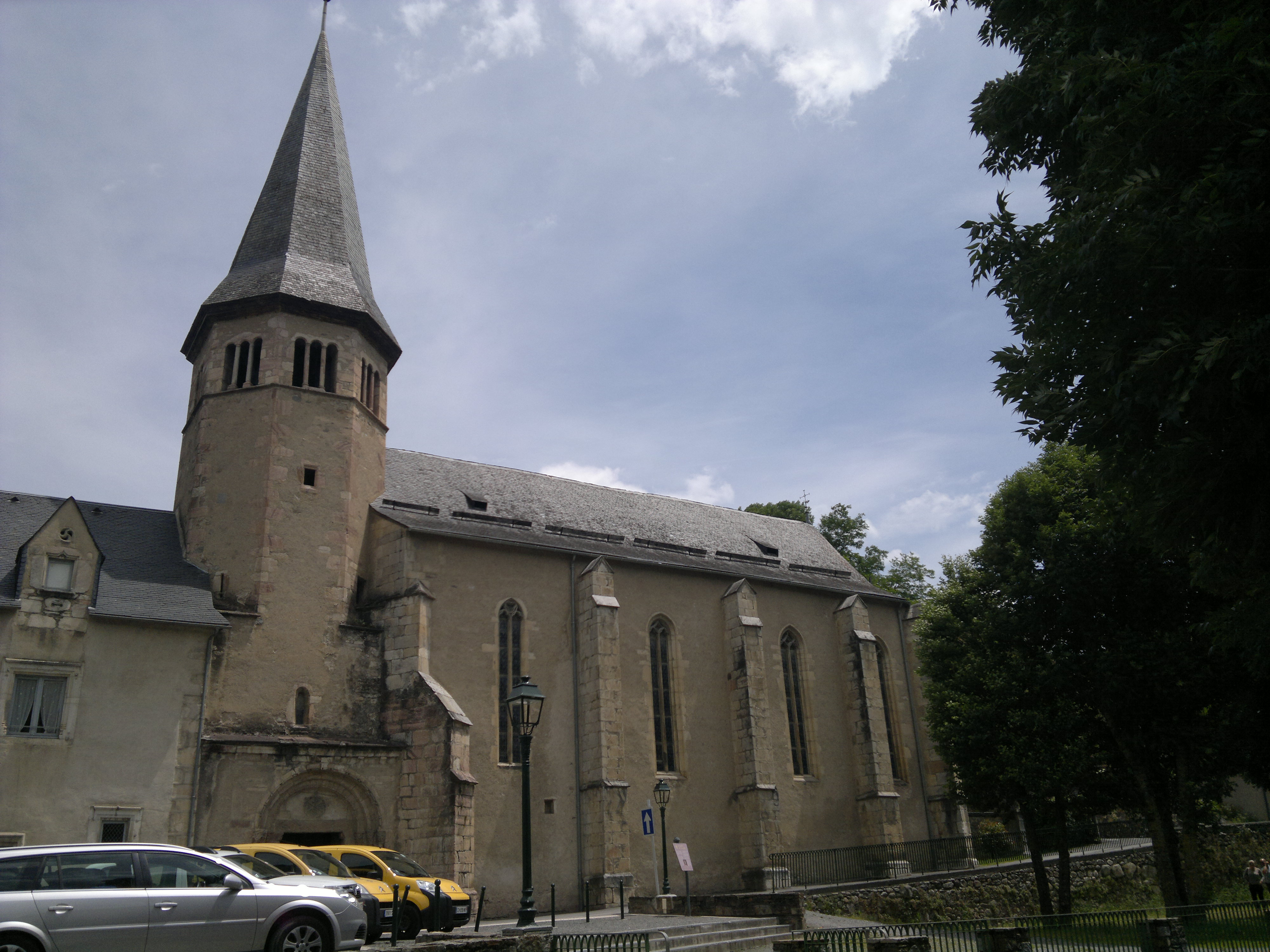
Церковь Св. Экзуперия
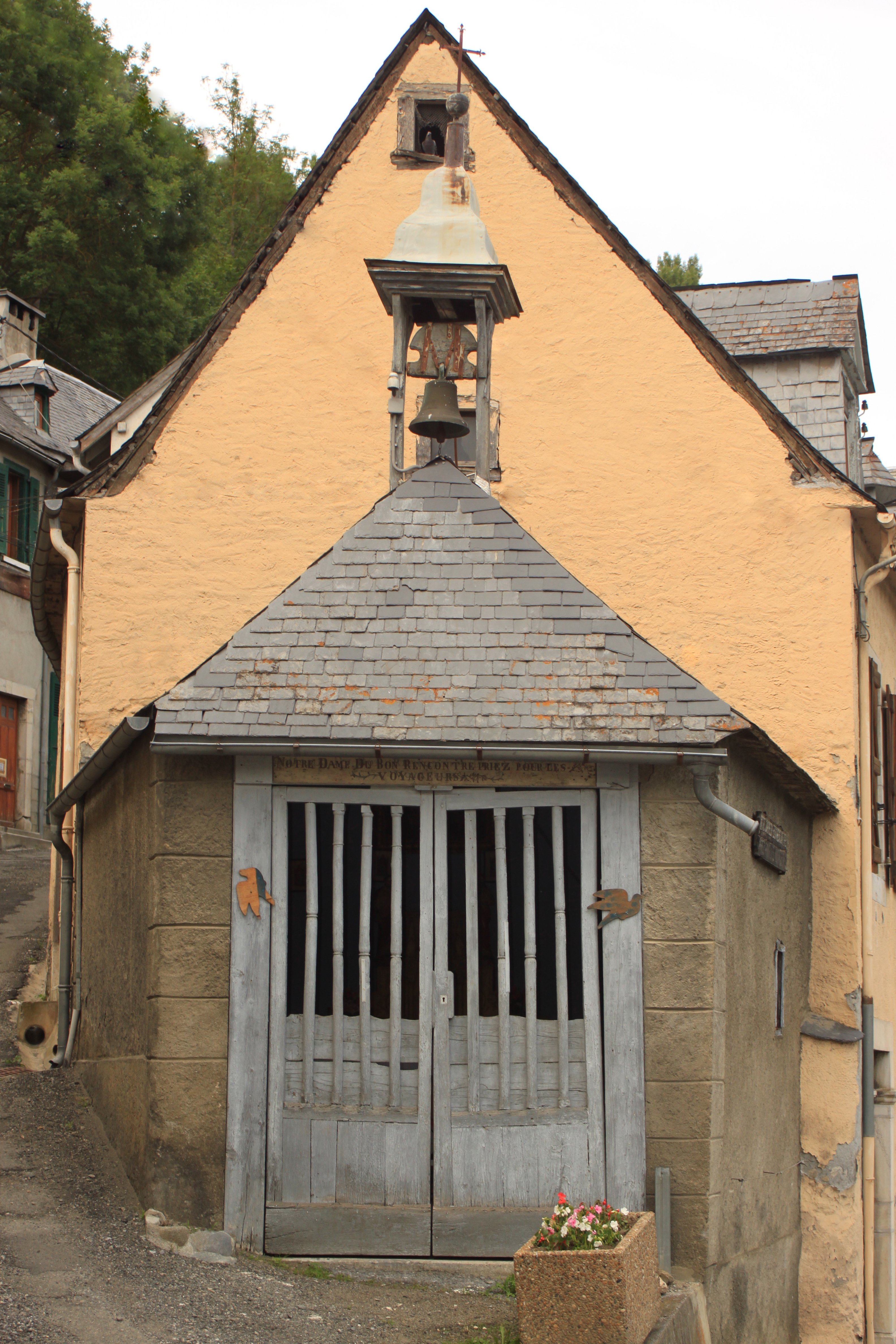
Часовня Нотр-Дам
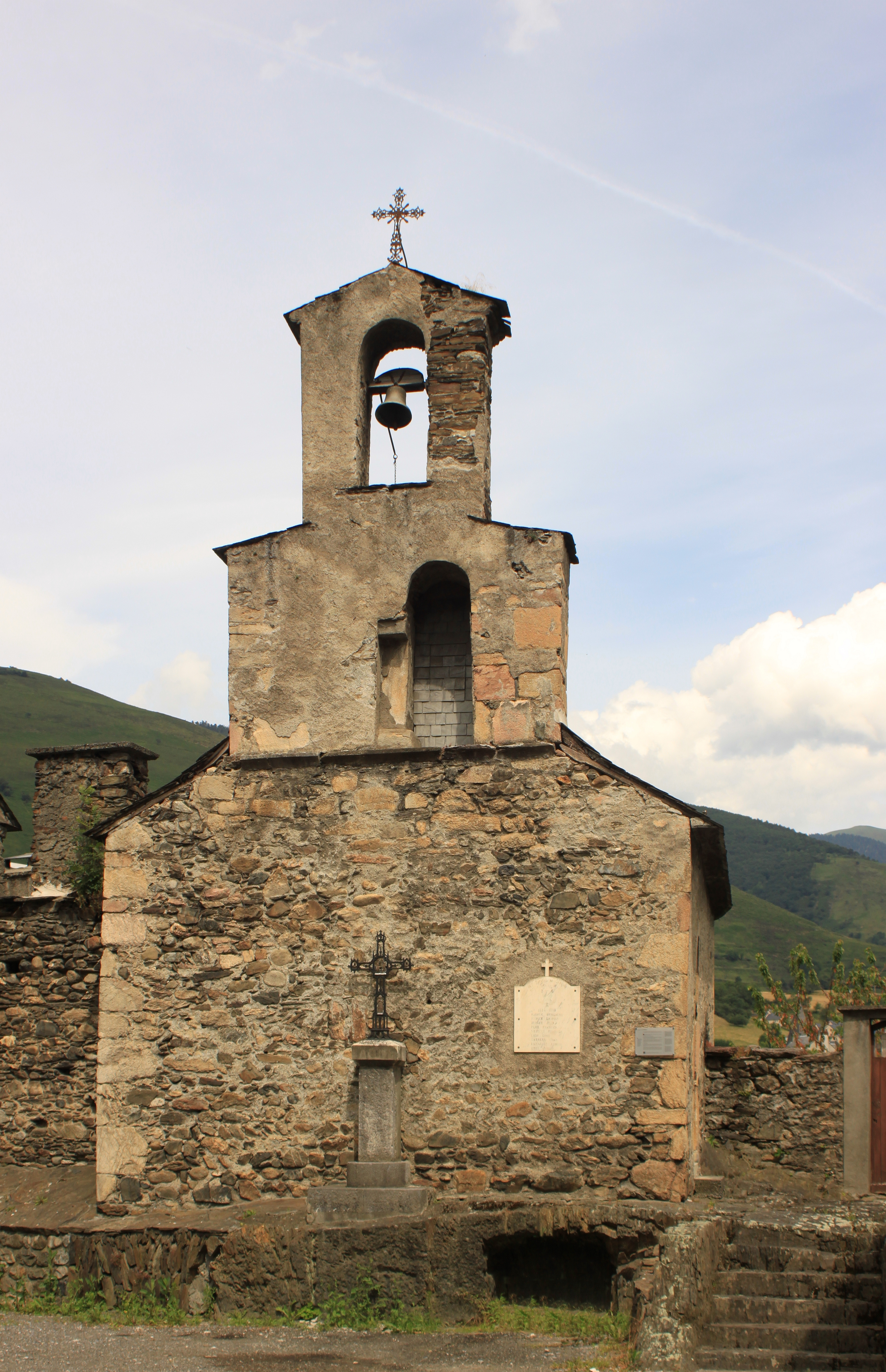
Часовня Св. Архангела Михаила
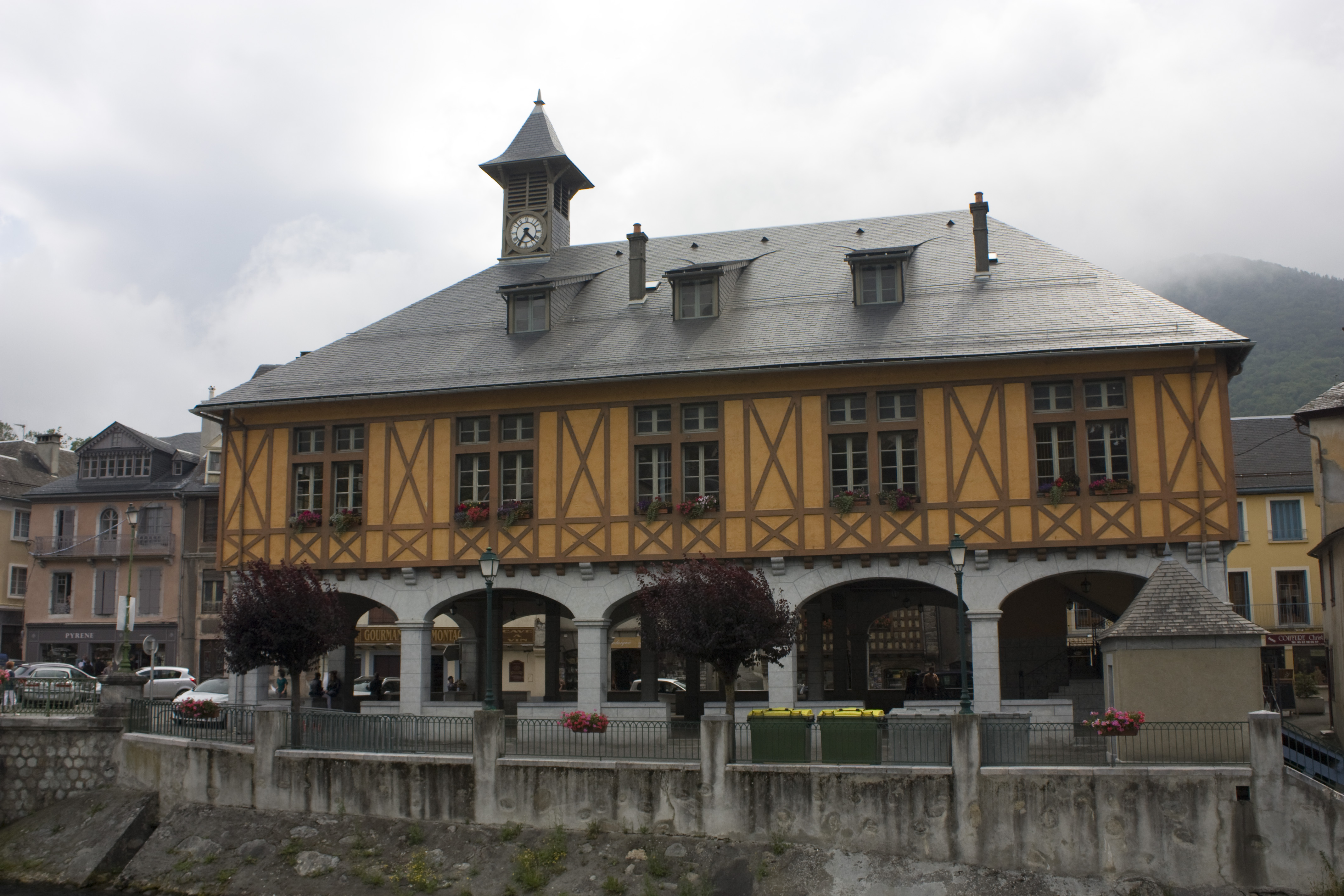
Мэрия и крытый рынок
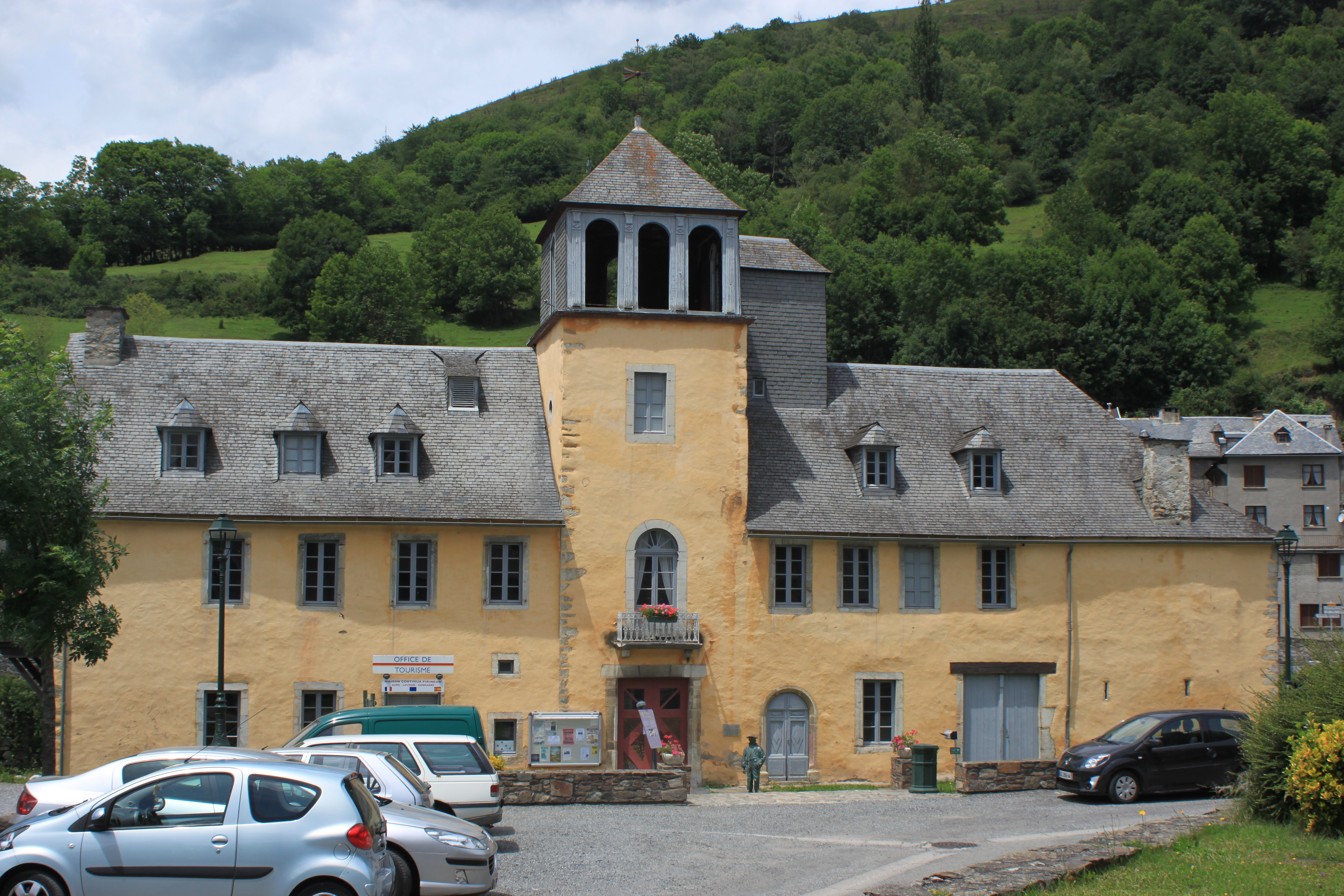
Замок Нест
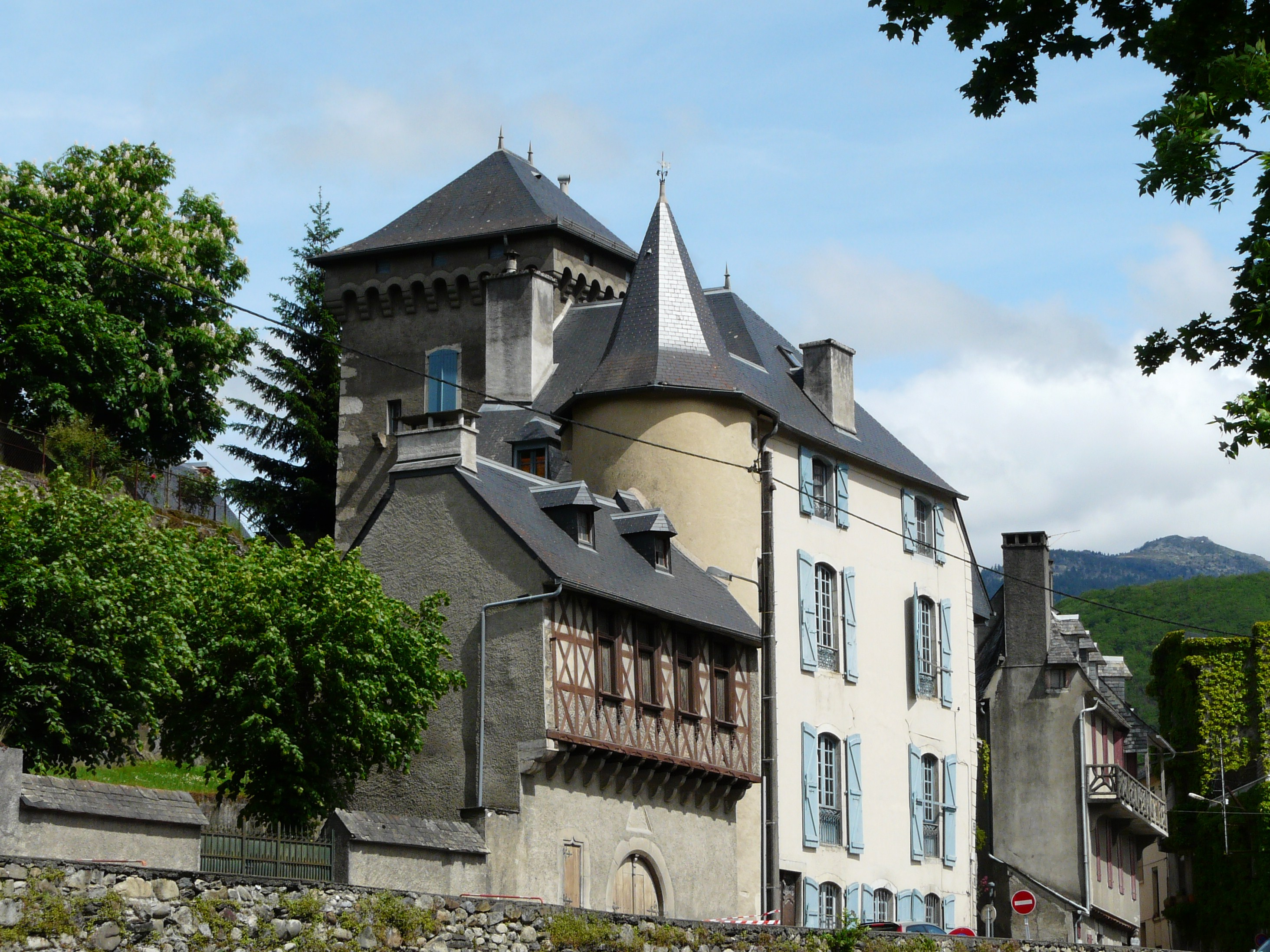
Замок Сегюр
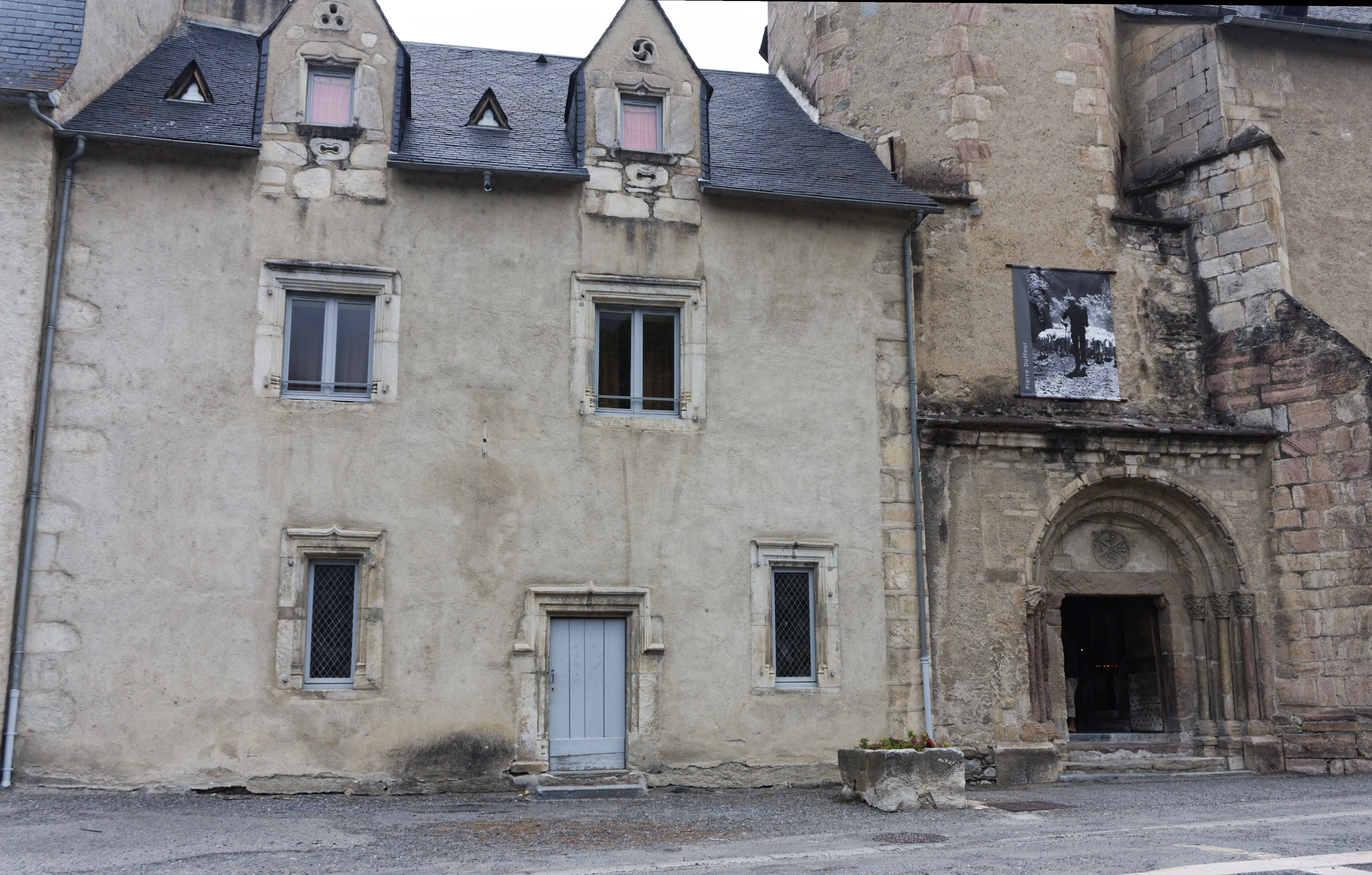
Усадьба Сент-Экзюпер
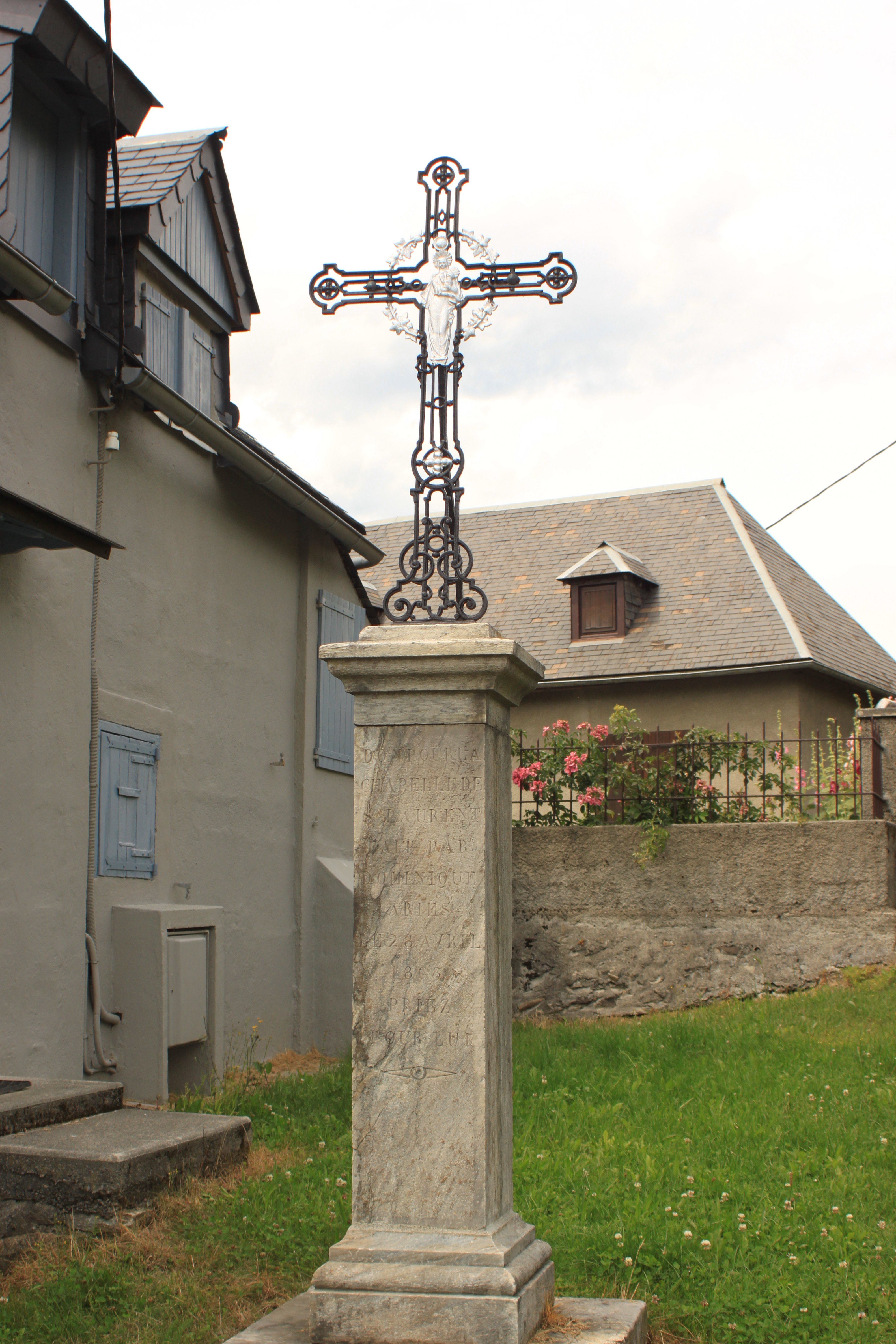
Крест
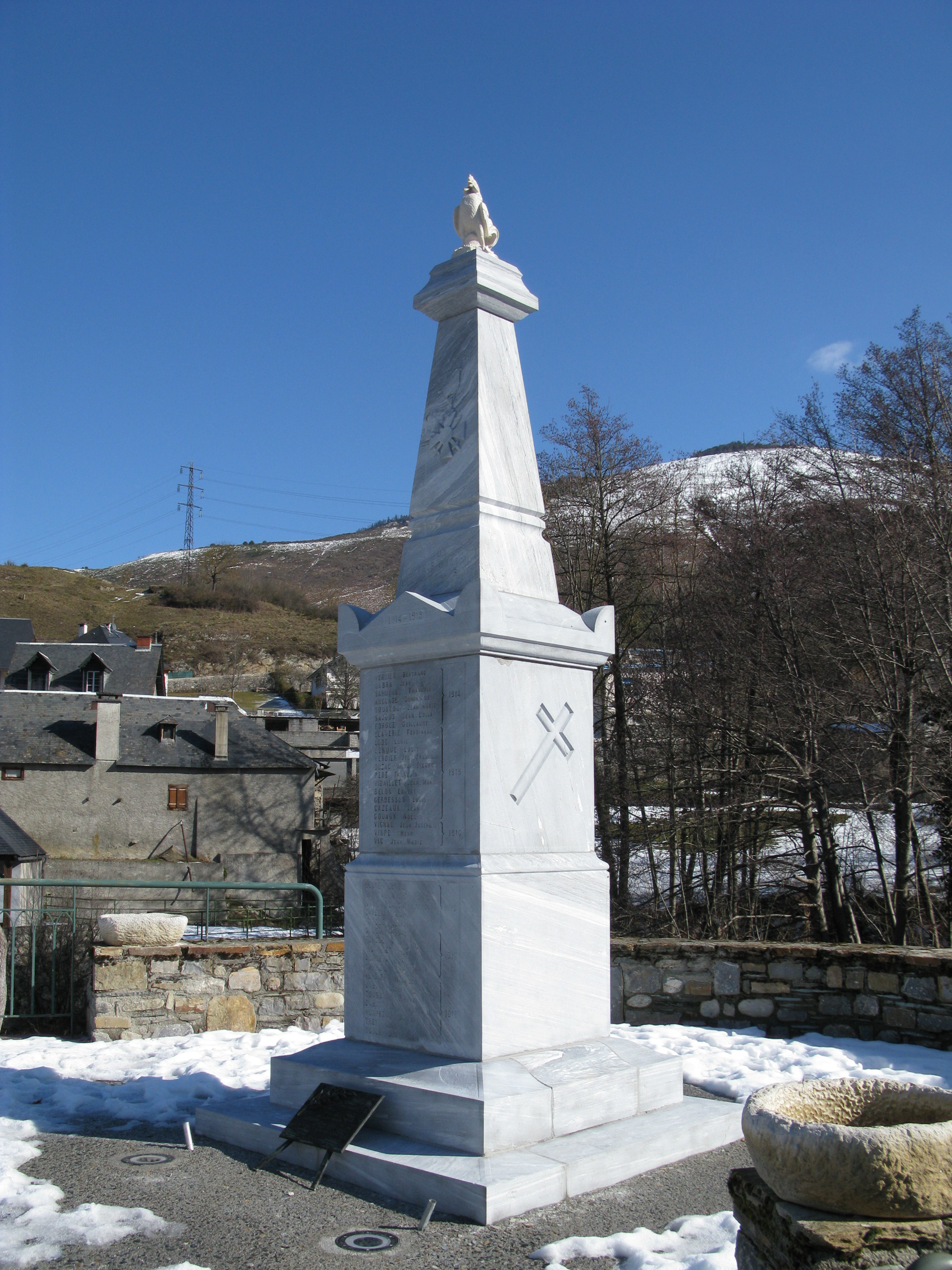
Военный мемориал
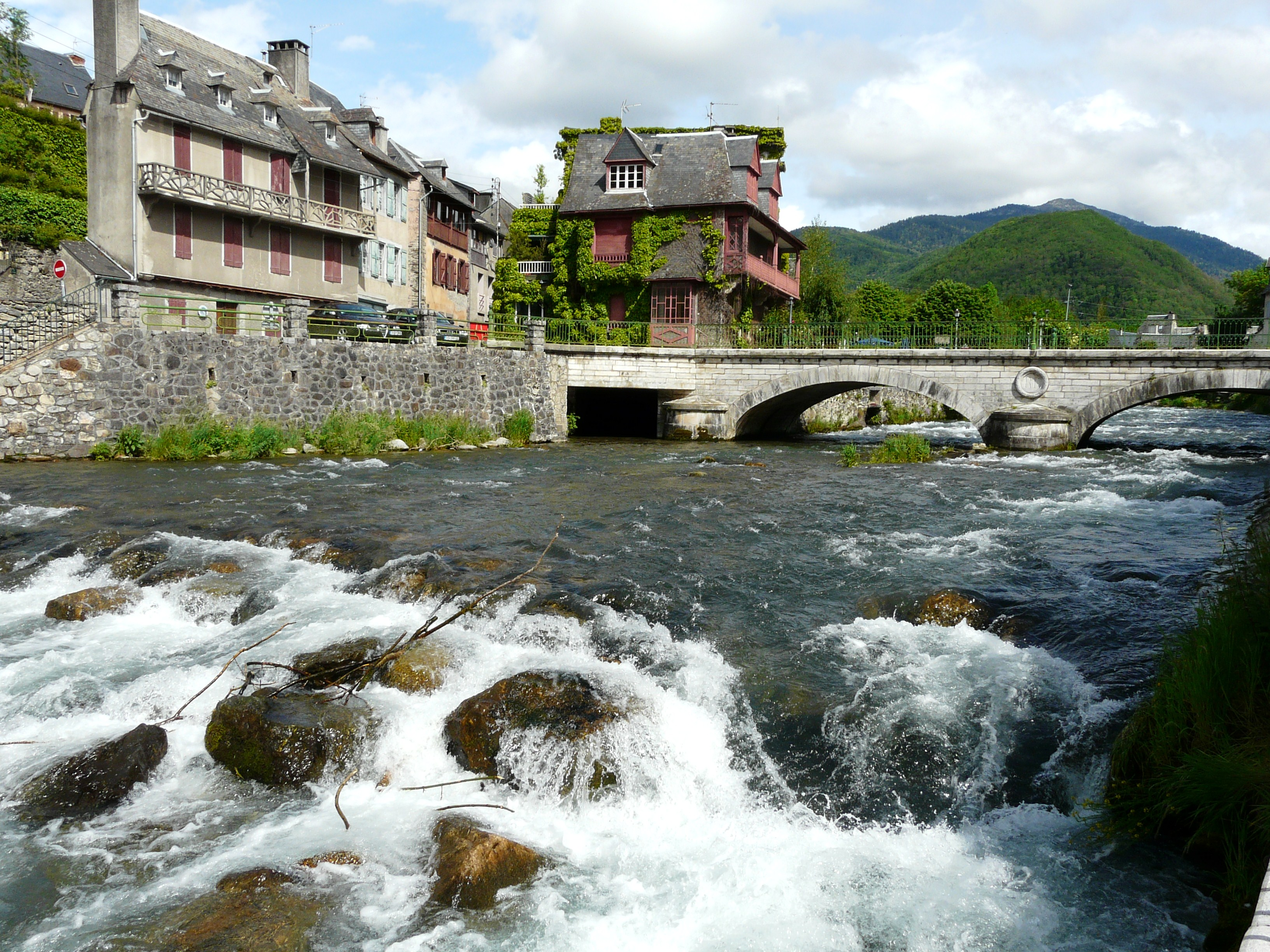
Мост через реку Нест-дю-Лурон
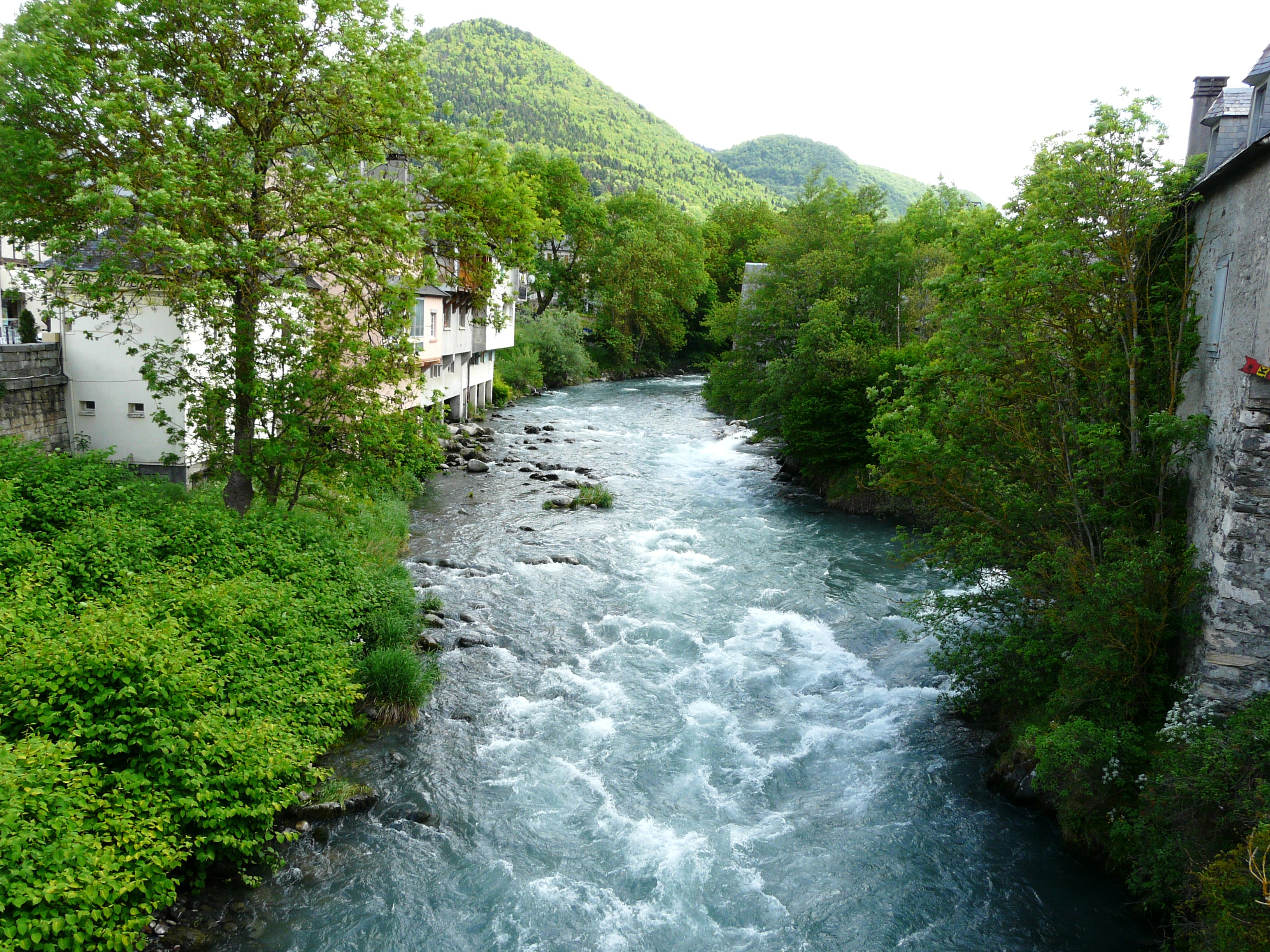
Река Нест